# Margot Moles, la gran atleta republicana
Margot Moles, la gran atleta republicana es la biografía de Margot Moles, pionera del deporte femenino español de los años treinta. Practicante de atletismo, hockey, natación y esquí, participó en unos Juegos Olímpicos de Invierno.

## Sinopsis
En la contraportada:
«Margot Moles, la gran atleta republicana rescata del olvido a una de las grandes pioneras del deporte femenino español de los años treinta. Campeona de Castilla y de España en atletismo, hockey, natación y esquí, contribuyó de manera fundamental a la liberación de la mujer en el mundo del deporte. Con su hermana Lucinda, fue la primera en practicar atletismo en el país, popularizó la natación femenina en Madrid, ganó tres campeonatos nacionales de hockey y participó en unos Juegos Olímpicos de Invierno. Tras la Guerra Civil, el régimen franquista borró su brillante historial, relegándola al más injusto de los olvidos.»

## Estructura
- Prólogo. Por Fernando Miguel Carreño Ocaña
- Currículo deportivo de Margot Moles Piña (1910-1987)
- Primera parte. El atletismo femenino y el Instituto-Escuela

Madrid, 1919
La familia de Margot Moles
El Instituto-Escuela de Madrid
Las Olimpiadas Escolares del Instituto-Escuela
El campamento de verano del Instituto-Escuela
La Federación Universitaria Escolar y el deporte femenino
El primer mitin de atletismo femenino
El crecimiento del atletismo femenino
De la dictadura a la República
El primer Campeonato de España de Atletismo Femenino
El nuevo estadio de la Ciudad Universitaria
El primer Campeonato de Castilla de Atletismo Femenino
El segundo Campeonato de España de Atletismo Femenino
La sección femenina deportiva de la FUE
Margot Moles en los Juegos Universitarios de Turín
Las nuevas atletas universitarias
La expedición atlética a Lisboa
La crisis del atletismo femenino
El Club Femenino de Deportes de Madrid
El último Campeonato de Castilla de Atletismo Femenino
Deporte en tiempos de guerra
Las consecuencias de la guerra
El deporte femenino en el franquismo
Resultados y marcas conocidas de Margot Moles
- Segunda parte. Margot Moles en otros deportes

Margot esquiadora
Margot montañera
Margot nadadora
Margot jugadora de hockey